# Марганецька загальноосвітня школа І-ІІІ ст. №3
Марганецька загальноосвітня школа І-ІІІ ст. №3 - комунальний заклад Марганецької міської ради, загальної середньої освіти.

## Історія
У вересні 1932 року була відкрита початкова школа № 3 у приміщенні колишнього млина, розташованого у двоповерховому будинку недалеко від нинішньої друкарні. А вже 1937 року школа стала семирічкою. Її директором був Дриженко Василь Євгенович. Учителями у той час були Капитонова М.П., Конарева Т. Т., Гаврилова Л.И., Краснокутська О. П., Галка Е.К.

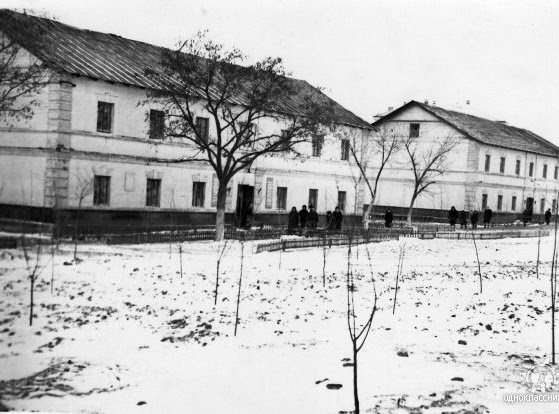
Дитячий будинок ім. Горького

Війна була важким випробуванням для колективу. Школа була зруйнована. На фронті загинув її директор Дриженко В.Є.
Після звільнення міста від фашистів у 1944 році довелося шукати нове приміщення для школи.

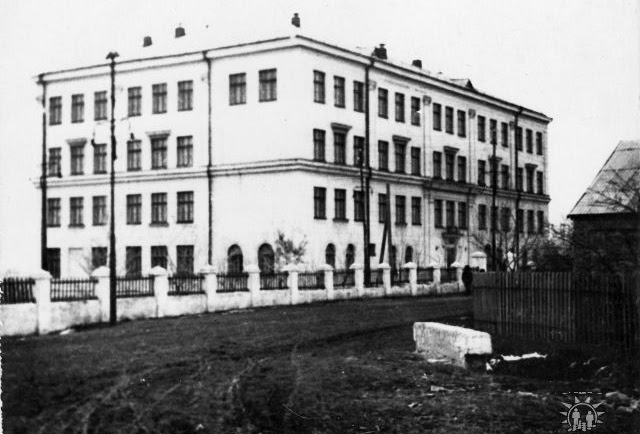
Нове приміщення школи у 1944 році

Спочатку під школу відвели одну з трьох дореволюційних казарм у районі електропідстанції. Ці казарми були страшним видовищем: вікна і двері вибиті, стіни в кіптяві, на підлозі сліди від вогнищ. Немало зусиль довелося прикласти новому директорові Дяченку Павлу Миколайовичу, педагогічному колективу, батькам, учням, щоб привести одну з будівель у придатне для школи приміщення: прибирали і ремонтували свою школу, збирали меблі.
В 1953 році було побудоване нове приміщення школи. А вже в 1954 році був перший випуск середньої школи.
Директори школи:
- Куржанова Наталія Іванівна 2003-2018 рр.
- Лук'яненко Юлія Володимирівна 2018 р.

## Цінності школи
Марганецька ЗОШ І-ІІІ ступенів №3 спрямовує свою діяльність на побудову шкільного життя на демократичних засадах. 
Демократична школа – це не ідеальна школа, де немає жодних проблем. Це школа, де всі учасники шкільного життя слухають і поважають один одного, взаємодіють за спільно створеними правилами, обговорюють і приймають важливі рішення. Це школа, у якій не бояться говорити про виклики та труднощі, а разом шукають шляхи виходу з проблемних ситуацій. 
Сучасна школа вимагає підготовки учнів до самостійного життя в непередбачуваних умовах у світі, що постійно змінюється, а це означає насамперед формування цінностей та ставлення, а не лише знань, умінь і навичок. Ціннісно орієнтована освіта – це освіта, в основу якої покладено такі підходи до навчання, які мають на меті формувати загальнолюдські цінності. 

### Цінності
- Гідність;
- Рівність;
- Справедливість;
- Толерантність;
- Турбота;
- Чесність;
- Верховенство права;
- Патріотизм;
- Відповідальність;
- Лідерство;
- Свобода;
- Екологічна свідомість;
- Нетерпимість до корупції;
- Довіра.

## Інклюзивне навчання
Інклюзивне навчання - це не задоволення потреб особливих груп учнів, а підхід до всіх учнів і врахування потреб кожного.
У 2021-2022 навчальному році з дітьми з ООП займаються фахівці:
- Психологи: Каплиста С. К., Діденко А. В.;
- Логопеди: Ляшенко С. В., Коваленко О. Г.;
- Вчитель-реабілітолог: Бейко І. О.;
- Вчитель-дефектолог: Куліш Я. О.

Корекційно-розвиткова робота проводиться згідно з Постановою КМУ від 09.08.2017 № 588 Порядок організації інклюзивного навчання у загальноосвітніх навчальних закладах.

### Про інклюзію
Мета інклюзії в освіті полягає у ліквідації соціальної ізольованості (виключення), що є наслідком негативного ставлення до поняття різноманітності. Відправною точкою цього поняття є переконання, що освіта є одним із основоположних прав людини і основою для більш справедливого суспільства.
На міжнародній конференції ООН з питань освіти, науки і культури «Інклюзивна освіта: шлях у майбутнє», яка проходила у Женеві у 2008 р., відмічалося, що запровадження інклюзії в освітній сфері є не другорядним, а центральним питанням для забезпечення високоякісної освіти і створення більш інклюзивних суспільств.
Інклюзивна освіта – термін, який вперше прозвучав у Саламанкській декларації про принципи, політику та практичну діяльність у сфері освіти осіб з особливими потребами, яка була прийнята на Всесвітній конференції з питань освіти осіб з особливими потребами у червні 1994 року. Саме цей документ і став першим міжнародним документом, який наголосив на необхідності проведення освітніх реформ у напрямі інклюзивної освіти. У зверненні до всіх урядів наголошується, що пріоритетним з точки зору політики та бюджетних асигнувань має бути «реформування системи освіти, яке б дало змогу охопити навчанням усіх дітей, незважаючи на індивідуальні відмінності та труднощі; законодавчо визнати принцип інклюзивної освіти, який полягає в тому, що всі діти перебувають у звичайних школах, за винятком тих випадків, коли не можна вчинити інакше; всіляко заохочувати обмін досвідом з країнами, що мають інклюзивну систему навчання; сприяти участі батьків, громад, громадських організацій осіб з інвалідністю в процесах планування та прийняття рішень, що стосуються задоволення особливих навчальних потреб; всіляко сприяти розробці стратегій діагностування та визначення особливих потреб у дітей, а також розробляти науково-методичні аспекти інклюзивного навчання; значну увагу варто приділити підготовці педагогів до роботи в системі інклюзивної освіти».

### Корекційні програми
Перелік корекційно-розвиткових програм для спеціальних загальноосвітніх навчальних закладів для дітей з особливими освітніми потребами:
1. Програми з корекційно-розвиткових занять для дітей сліпих та зі зниженим зором;
2. Програми з корекційно-розвиткових занять для дітей глухих та зі зниженим слухом;
3. Програми з корекційно-розвиткових занять для дітей з тяжкими порушеннями мовлення;
4. Програми з корекційно-розвиткових занять для дітей із затримкою психічного розвитку;
5. Програми з корекційно-розвиткових занять для дітей з порушенням опорно-рухового апарату;
6. Програми з корекційно-розвиткових занять для дітей з інтелектуальними порушеннями.

### Ресурсна кімната школи

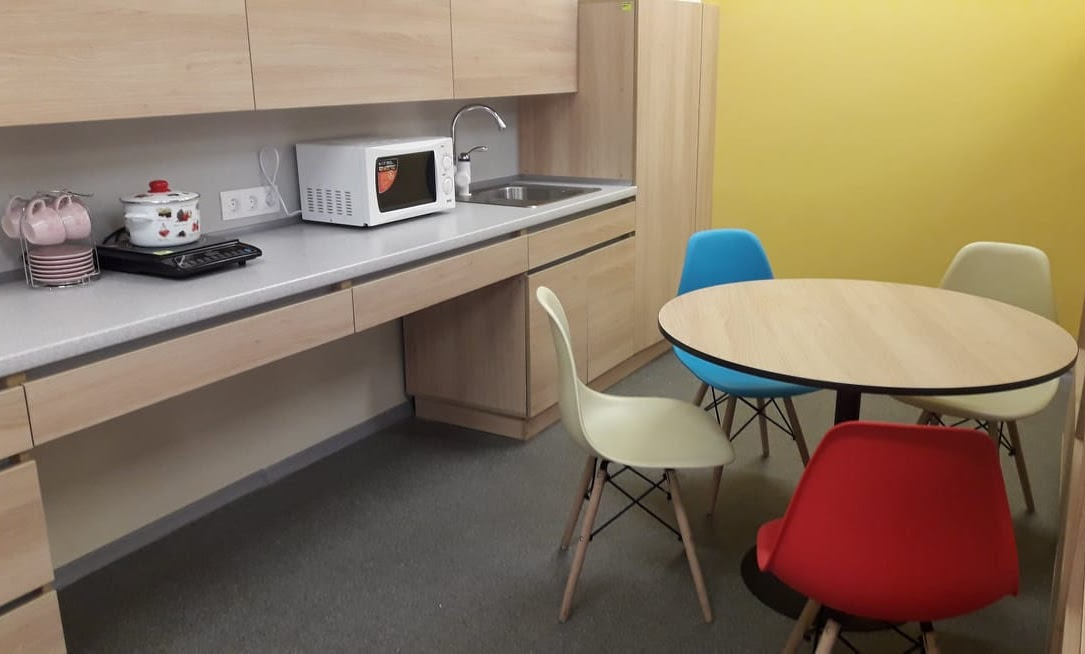
Ресурсна кімната

Ресурсна кімната – це спеціально обладнаний освітній простір. Спеціально організований освітній процес, спрямований на гармонійний емоційний, психічний та фізичний розвиток дитини, групи дітей з особливими освітніми потребами.
Спеціально організований освітній простір дає змогу кожній дитині реалізувати своє право на освіту, максимально розкрити освітній і особистісний потенціал та подолати бар’єри соціалізації.
Навчання у ресурсній кімнаті базується на індивідуальних потребах кожного учня, має на меті залучення, або перехід дитини до звичайного класу, спрямоване на усунення факторів, що перешкоджають навчанню у загальноосвітньому класі.
Облаштування ресурсної кімнати здійснюється згідно Наказу Міністерства освіти і науки України № 414 від 23.04.2018 р.
Організація простору в ресурсній кімнаті відбувається завдяки розділенню його на зони: навчально-пізнавальна та побутово-практична.
Простір побутово-практичної зони обладнується кухнею та їдальнею. У цій зоні діти здобувають і засвоюють навички самообслуговування, які допоможуть їм адаптуватися та інтегруватися у суспільство.
До навчально-пізнавальної зони належить:
- робоче місце вчителя;
- індивідуальні місця для навчання учнів;
- місце для групових та індивідуальних занять;
- сенсорний куток;
- ігрова зона.

Робоче місце вчителя обладнується комп’ютерним, мультимедійним і демонстраційним оснащенням, меблями, допоміжними засобами та матеріалами.